# Marila grandiflora
Marila grandiflora là một loài thực vật có hoa trong họ Calophyllaceae. Loài này được Griseb. mô tả khoa học đầu tiên năm 1859.